# Pius VII
Pius VII (łac. Pius VII, właśc. Gregorio Luigi Barnaba Chiaramonti OSB; ur. 14 sierpnia 1742 w Cesenie, zm. 20 sierpnia 1823 w Rzymie) – włoski duchowny katolicki, 251. papież w okresie od 14 marca 1800 do 20 sierpnia 1823, sługa Boży Kościoła katolickiego.

## Życiorys

### Wczesne życie
Pochodził z rodziny szlacheckiej. Był synem hrabiego Scipiona i markizy Giovanny Ghini. Jego matka owdowiawszy została karmelitanką. Dwóch braci było jezuitami, a dalszych dwóch kapucynami. Początkowo Barnaba uczył się w kolegium w Rawennie, a następnie w opactwie benedyktyńskim St. Maria del Monte koło Ceseny, do którego wstąpił 10 października 1756 jako brat Gregorio. Profesję zakonną złożył 20 sierpnia 1758. Studiował teologię i kanonistykę w klasztorach w Padwie, po czym nauczał filozofii i teologii w Kolegium świętego Jana w Parmie, później także w kolegiach św. Pawła i św. Anzelma w Rzymie (tu ponadto wykładał prawo kanoniczne). 21 września 1765 przyjął święcenia kapłańskie. 16 grudnia 1782 został wybrany biskupem Tivoli, a sakrę przyjął pięć dni później. 14 lutego 1785 został mianowany kardynałem prezbiterem i przeniesiony do diecezji Imola. Pracował także w kilku Kongregacjach: ds. Rytów, Rozkrzewiania Wiary, ds. Biskupów i Zakonników i w Świętym Oficjum.

### Wybór na papieża
Po śmierci Piusa VI, dziekan Świętego Kolegium kardynał Giovanni Francesco   Albani zwołał konklawe w Wenecji. Elekcja odbywała się w klasztorze benedyktyńskim San Giorgio, na terytorium pod austriackim panowaniem. Po czternastu tygodniach obrad, kardynał Chiaramonti został wybrany jako kandydat kompromisowy.

### Pontyfikat
Istniejąca sytuacja polityczna pozwoliła mu na powrót do Rzymu, gdzie dotarł 3 lipca 1800. Nakłonił wówczas armie neapolitańskie i austriackie do odwrotu i zwrócenia zajętych terytoriów. Mianował kardynała Ercole Consalviego sekretarzem stanu i z jego pomocą przywrócił administrację w Państwie Kościelnym.

#### Wojny z Napoleonem
Tymczasem we Francji, Napoleon doszedł do wniosku, że katolicyzm jest dominującą religią w jego kraju i napisał list do papieża proponując zawarcie konkordatu. Został on podpisany 15 lub 16 lipca 1801, na którym ustalono, że liczba biskupstw będzie ograniczona do 60, a arcybiskupstw do 10, wszyscy biskupi zostaną złożeni z urzędu (część przez Piusa, a część przez Napoleona) oraz nadano pierwszemu konsulowi Francji możliwość nominacji biskupich, którzy musieli składać przysięgę wierności. Pozycję papieża dodatkowo osłabiło wprowadzenie tzw. Artykułów Organicznych z 6 kwietnia 1802, które dawały Napoleonowi kontrolę nad bullami papieskimi i uchwaleniami soborów i synodów. Rok później podobny konkordat podpisał z Republiką Włoską, ale postępujące zeświecczenie uniemożliwiło podpisania takiego dokumentu z Niemcami. Wbrew swoim doradcom, Pius udał się do Paryża na koronację Napoleona na cesarza 2 grudnia 1804, mając, jak się okazało, złudną nadzieję na złagodzenie Artykułów Organicznych i zwrot posiadłości papieskich. Napoleon zaproponował nawet Piusowi pozostanie na stałe we Francji w Pałacu w Awinionie. Kiedy papież odmówił, cesarz postawił kolejne zaporowe warunki, m.in. zażądał poparcia dla blokady kontynentalnej dla Anglii, jednej trzeciej miejsc w Kolegium Kardynałów dla Francuzów i dymisji dla sekretarza stanu Ercola Consalviego. Papież ugiął się tylko w tej ostatniej kwestii (17 czerwca 1806), jednak w pozostałych pozostał nieugięty, co skutkowało zajęciem przez wojska francuskie reszty Państwa Kościelnego 17 maja i otoczeniem siedziby papieża 6 września 1808. 10 czerwca 1809 papież wydał bullę ekskomunikującą "rabusiów Patrymonium św. Piotra", co doprowadziło do uwięzienia papieża 5 lipca i przewiezienie do go Savony 17 sierpnia. Napoleon wymusił przeniesienie się kardynałów do Paryża, gdzie 17 czerwca 1811 zebrał się synod, mający udzielić inwestytury kanonicznej nowo mianowanym biskupom francuskim. Obrady synodu jednak nie przebiegały po myśli cesarza, ponieważ postawiono tam wniosek o uwolnienie papieża, który spotkał się z powszechną akceptacją. Wobec tego, Napoleon rozwiązał sobór 11 lipca i zwołał go ponownie 5 sierpnia, jednak w obliczu identycznych okoliczności i jego rozwiązał 11 października, unieważniając także konkordat z 1801. W czerwcu 1812 nakazał przewieźć chorego papieża do Fontainebleau, gdzie 25 stycznia 1813 podpisano nowy konkordat, po powrocie pokonanego cesarza z Rosji. Jednak ustępstwa na jakie poszedł papież, zaczęły wzbudzać niechęć, zwłaszcza wśród kardynałów, co sprokurowało Piusa do odwołania podpisu 24 marca. Kolejne porażki militarne Napoleona, skłoniły go do następnych negocjacji z papieżem, czego owocem było jego odesłanie do Savony w styczniu 1814 i całkowite uwolnienie 10 marca. Papież wprawdzie musiał jeszcze raz uciec z Rzymu (22 marca 1815), podczas ucieczki cesarza z Elby i zagrożenia płynącego od szwagra Napoleona, króla Neapolu Joachima Murata, lecz ostatecznie powrócił do Rzymu 7 lipca.

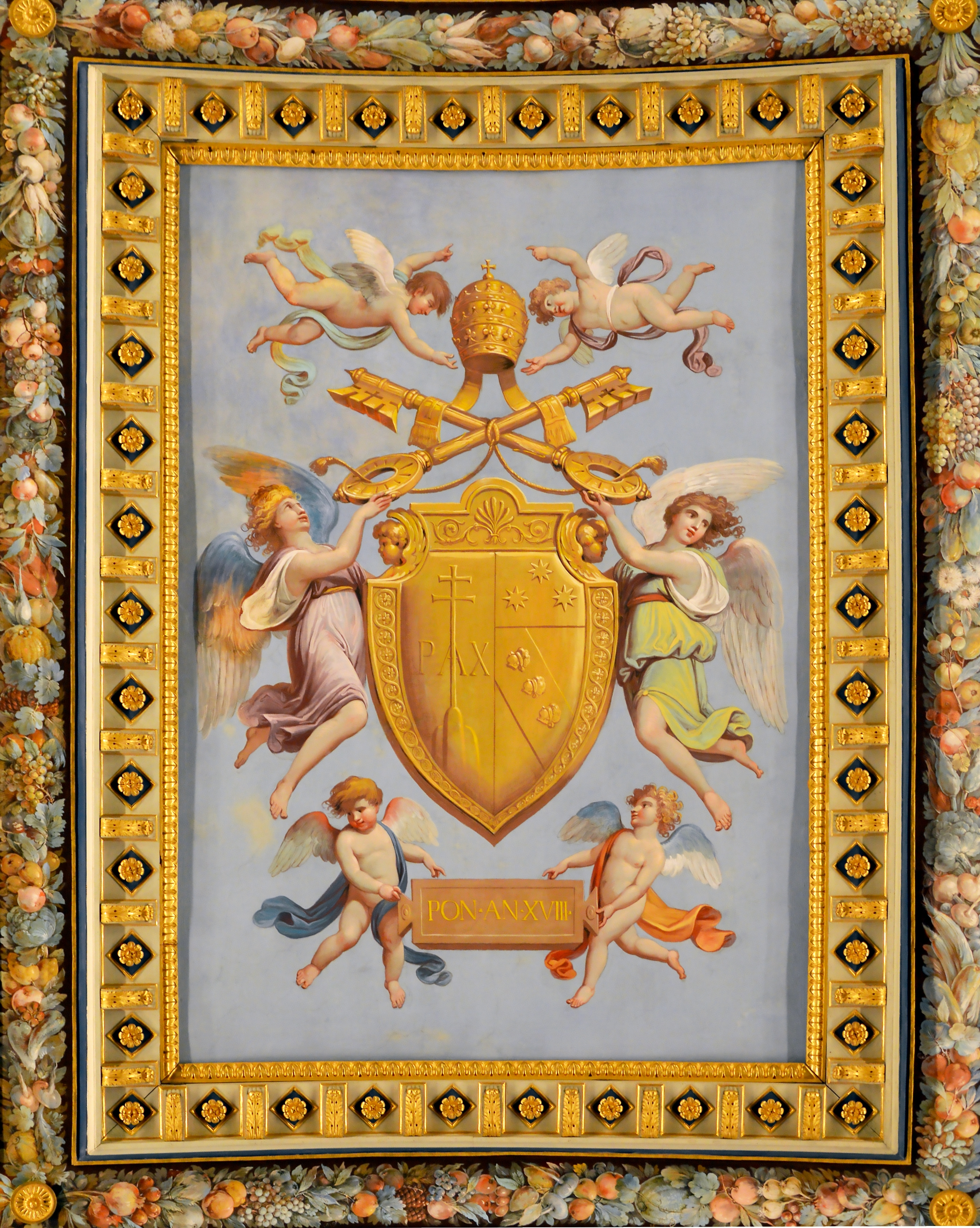
Fresk z herbem Piusa VII

#### Sprawy kościelne i międzynarodowe
Pięcioletnie uwięzienie i izolacja korzystnie wpłynęły na autorytet papiestwa. Niemal natychmiast po uwolnieniu, 7 maja 1814 roku, Pius przywrócił na urząd sekretarza stanu kardynała Consalviego, który reprezentował interesy papieża na kongresie wiedeńskim. Dzięki zdolnościom dyplomatycznym kardynała udało się zrekonstruować Państwo Kościelne i zwrócić mu wszystkie terytoria, z wyjątkiem Awinionu i Venaissin. Papież odmówił jednak przyłączenia się do Świętego Przymierza ze względu na niechęć do podpisania porozumienia ze schizmatykami. Ponowna organizacja Państwa Kościelnego napotkała spore trudności po wojnach napoleońskich, zwłaszcza w krajach, gdzie Kościoły państwowe koniecznie chciały zachować niezależność. Dzięki pośrednictwu Consalviego papieżowi udało się jednak przywrócić organizację kościoła poprzez współpracę z kontrrewolucjonistami we Francji i Hiszpanii oraz kręgami niekatolickimi. Umożliwiło to podpisanie konkordatów z Rosją w 1818 i Prusami w 1821 roku, natomiast z Francją przywrócono konkordat z roku 1801. W pozostałych sprawach międzynarodowych początkowo był niechętny buntom republik południowoamerykańskich wobec Hiszpanii, w 1822 roku ogłosił jednak neutralność w tej kwestii. Jeszcze w czasie kampanii napoleońskich papież w 1801 roku w tajemnicy zalegalizował Towarzystwo Jezusowe w Rosji. Usiłował także ustanowić tam stałą nuncjaturę apostolską. Wysłał tam posła z nadzwyczajnymi uprawnieniami, jednak działania arcybiskupa Stanisława Siestrzeńcewicza zmusiły go do opuszczenia Rosji w 1804 roku.

#### Sprawy religijne
8 października 1803 roku wydał list Et sit fraternitas (I aby było przymierze) w którym określił, iż osoby, które się rozwiodły i powtórnie zawarły związek małżeński nie mogą przystępować do sakramentu pokuty i Eucharystii. Była to odpowiedź na zmiany projektowane przez Napoleona Bonaparte zmierzające do legalizacji rozwodów, które znalazły swoje odzwierciedlenie w Kodeksie Napoleona. Po roku 1815 udzielił w Rzymie azylu członkom rodziny Bonapartych. W 1817 zreorganizował Kongregację Rozkrzewiania Wiary.

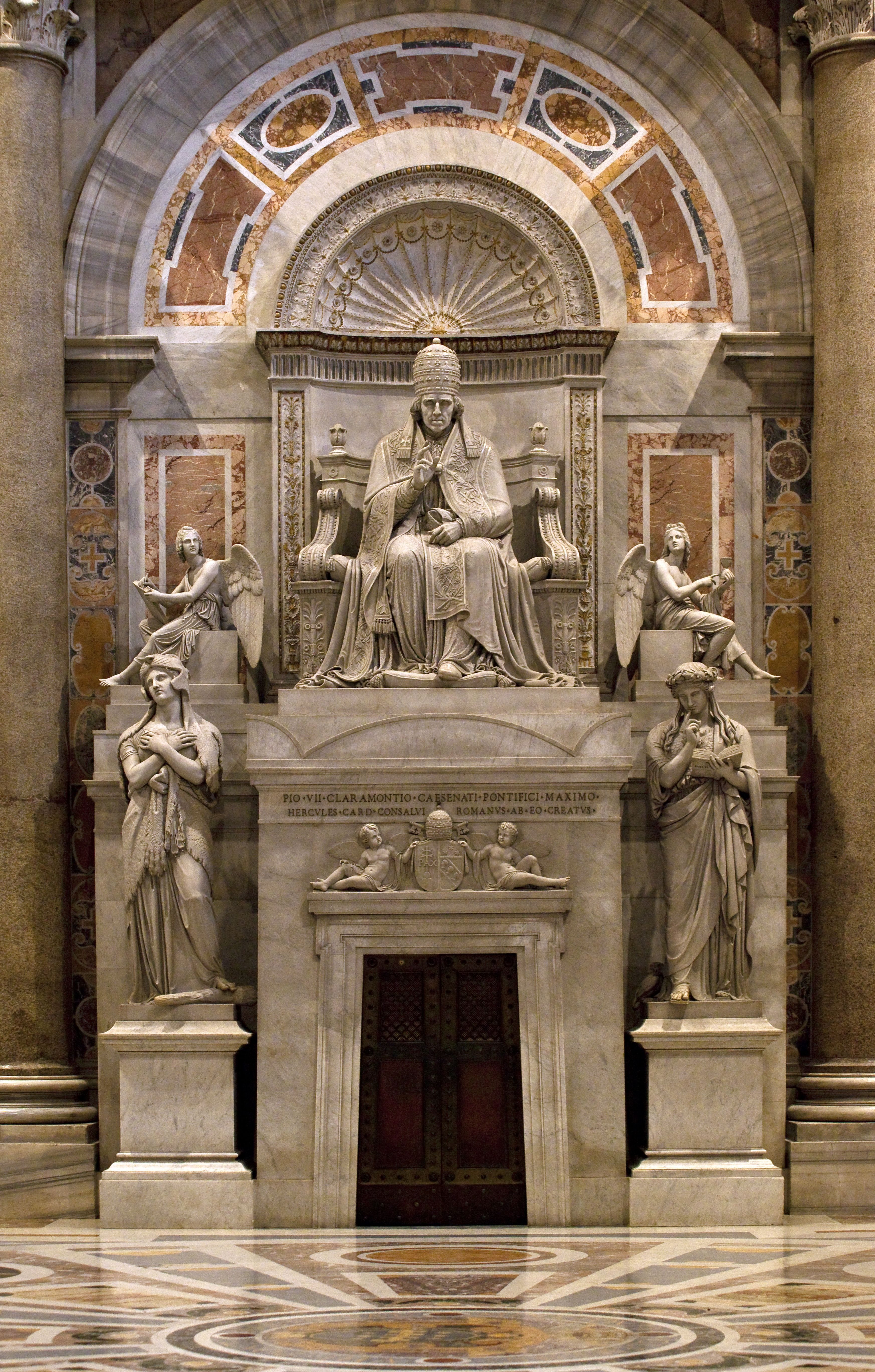
Grób Piusa VII w Bazylice Świętego Piotra

31 lipca 1814 oficjalnie cofnął kasatę zakonu jezuitów, opierając się na działających zgromadzeniach m.in. w Prusach i Rosji. W czerwcu 1816 potępił protestanckie Towarzystwo Biblijne, a we wrześniu 1821 – indyferentyzm i masonerię.
Kreował 99 kardynałów na dziewiętnastu konsystorzach.

#### Pielgrzymki
- 2 grudnia 1804 r. – koronacja Napoleona Bonaparte na cesarza Francuzów

## Dokumenty papieskie

### Encykliki
- Diu satis, Wenecja, 15 maja 1800
- Ex quo Ecclesiam, Wenecja, 15 maja 1800
- Il trionfo, Cesena, 4 maja 1814
- Vineam quam plantavit, Rzym, 12 czerwca 1817

### Listy
- Magno et acerbo, 3 września 1816

### Bulle
- Ecclesia Christi, Rzym, 15 sierpnia 1801
- Sollicitudo omnium(inne języki), Rzym, 7 sierpnia 1814
- De salute animarum, Rzym, 16 lipca 1821
- Ecclesiam a Jesu(inne języki), Rzym, 13 września 1821

### Motu proprio
- Le più colte, Rzym, 11 marca 1801

### Brewe
- Tam multa, Rzym, 15 sierpnia 1801
- Quum memoranda, Rzym, 10 czerwca 1809
- Etsi longissimo, Rzym, 30 stycznia 1816
- Dominici gregis, Rzym, 25 sierpnia 1819
- Praeclara quam, Rzym, 16 maja 1820

### Przemówienia
- Ad supremum, Wenecja, 28 marca 1800
- Quam luctuosam, 24 maja 1802
- Hoc ipso, 29 października 1804
- Optatissimus tandem, 26 września 1814

Źródło.

## Kult
15 sierpnia 2007 roku Stolica Apostolska ogłosiła, że Benedykt XVI wyraził zgodę na wszczęcie procesu beatyfikacyjnego na szczeblu diecezjalnym, w diecezji Savona-Noli.